# Mossatjärnen (Linsells socken, Härjedalen)
Mossatjärnen är en sjö i Härjedalens kommun i Härjedalen och ingår i Ljusnans huvudavrinningsområde.